# Метод на Хелен Дорон
Методът на Хелен Дорон, разработен от лингвистката Хелен Дорон, е сред първите образователни системи по английски език в света.
Чрез този метод, прилаган от 1986 г. насам, децата могат да започнат да учат английски от бебета, успоредно с научаването на майчиния си език. До 2010 г. над един милион деца по света са научили английски по този метод.
Учебните програми обхващат деца от 3 месеца до 14 години и включват както обучение на малки групи, така и курсове за детски градини и класове в началните училища. Методът на Хелен Дорон използва игри, приказки, флаш-карти, тетрадки за упражнения, оригинални песни и музикални компакт дискове за затвърдяване на разговорния английски, произношението, граматиката и речниковия запас, както и писането и четенето при по-големите деца.

## История
Дорон започва разработването на метода, докато търси уроци по цигулка за трите си деца. Заинтригува я прочутият Метод на Сузуки, при който обучението по музика е тясно свързано с изучаването на език.
Д-р Сузуки нарича своя метод „подходът на майчиния език“. Като педагог и лингвист Хелен разбира важността на този принцип при преподаването на английски, заедно с похвалата и насърчението . Те стават основата на метода Helen Doron Early English. Допълнително влияние оказват идеите на Глен Доман и неговият Институт за постигане на човешкия потенциал, ориентирани към ускоряване на детското развитие  и увеличаване на бебешката интелигентност.
През 1985 г. Хелен допълва своя метод за преподаване на английски със записани в домашни условия аудио касети с песни, стихчета и приказки, предназначени за деца в не-англоговорещи страни. Методът на Хелен Дорон осигурява англоговореща среда, която успешно имитира естествения процес на усвояване на майчиния език.